# إنترلاتشن
إنترلاتشن (بالإنجليزية: Interlachen)‏ هي مدينة أمريكية تقع في ولاية فلوريدا. تبلغ مساحة هذه المدينة 16.7 (كم²)،ويبلغ عدد سكانها 1475 نسمة حسب إحصاء سنة 2010 م 1475.تشير إحصاءات سنة 2000م بأن الكثافة السكانية في هذه المدينة تقدر بـ(88.3) نسمة/كم2 